# Doble articulació
La doble articulació d'una llengua és un concepte que significa que una tira fònica o paraula es pot descompondre de dues maneres diferents: tenint en compte els monemes que la formen o els fonemes o sons, de manera que per exemple "cadireta" es pot dividir en "cadir-" (lexema) i "-eta" (sufix) o bé so per so: [k] - [ə] - [ð] - [i] - [ɾ] - [ɛ] - [t]- [ə]. Aquesta doble articulació permet que amb pocs sons es puguin formar infinitud de mots, ja que no han de ser tots significatius, el cervell pot entendre que la mateixa combinació forma paraules diferents segons el context.
El primer a definir aquest tret va ser André Martinet. Els llenguatges formals no tenen aquesta doble articulació, ja que els seus símbols individuals són significatius en ells mateixos, per exemple els nombres d'una fórmula.